# Charles César Baudelot de Dairval
Charles César Baudelot de Dairval, né à Paris le 29 novembre 1648 et mort le 27 juin 1722, est un avocat, collectionneur d'antiquités, conservateur et écrivain français.

## Biographie
D'abord avocat, il est appelé pour un procès à Dijon, où il consacre ses loisirs à parcourir les bibliothèques et à visiter les savants. Ayant trouvé l'occasion d'acheter un petit cabinet de livres, de figures et de médailles, il le fait transporter à Paris. Il emploie dès lors le reste de sa vie à l'étude de l'Antiquité et devient garde du cabinet des médailles de Madame. Il est élu membre de l'Académie royale des inscriptions et médailles en 1705.
Il avait acquis à la mort du garde de la bibliothèque du roi Thévenot les marbres de Nointel, qu'il légua à l'Académie et qui sont aujourd'hui au musée du Louvre. Sur l'un de ces marbres vieux de plus de 2000 ans figurent les noms des officiers et de quelques-uns des soldats morts au service d'Athènes en une seule année.

## Principaux ouvrages
- De l'utilité des voyages et de l'avantage que la recherche des antiquités procure aux sçavans (2 volumes, 1686). Texte en ligne :  et
- Histoire de Ptolémée Aulètes, dissertation sur une pierre gravée antique du cabinet de Madame (1698)
- Voyage du sieur Paul Lucas au Levant (2 volumes, 1704). Texte en ligne :  et
- Portraits d'hommes et de femmes illustres du recueil de Fulvius Ursinus (1720).